# Boris Rhein
Boris Rhein (Fráncfort del Meno, 2 de enero de 1972) es un político alemán y actual ministro-presidente de Hesse. Miembro de la Unión Demócrata Cristiana (CDU), ha participado activamente en la política de Hesse desde finales de la década de 1990. Después de ser elegido al Parlamento Regional Hesiano en 1999, se desempeñó como Ministro del Interior del estado desde 2010 hasta 2014 y como Ministro de Ciencia y Arte de 2014 a 2019. El 31 de mayo de 2022, fue elegido para suceder a Volker Bouffier como Ministro-Presidente de Hesse.

## Biografía

### Formación y carrera profesional
Boris Rhein completó su educación secundaria en el Lessing-Gymnasium de Fráncfort del Meno en 1991. Posteriormente, estudió Derecho en la Universidad Goethe de Fráncfort, donde se graduó en 1997. Tras realizar el servicio civil como asistente de personas con discapacidad, aprobó el segundo examen estatal en 2000 y ejerció como abogado en su ciudad natal hasta 2006.

### Trayectoria política
Rhein se afilió en 1990 a la Junge Union, la organización juvenil de la Unión Demócrata Cristiana, y presidió la sección de Fráncfort entre 1996 y 2002. En 1999 fue elegido miembro del Parlamento Regional Hesiano, mandato que ejerció hasta 2006 y que retomó en 2013.
Entre 2006 y 2009 desempeñó funciones como concejal en el Ayuntamiento de Fráncfort, donde fue responsable de las áreas de Derecho, Seguridad y Personal. En 2009 fue nombrado secretario de Estado en el Ministerio del Interior del estado de Hesse, y en 2010 asumió como Ministro del Interior y Deportes, cargo que ocupó hasta 2014.

#### Ministro-Presidente de Hesse
En mayo de 2022, tras la renuncia de Volker Bouffier, Rhein fue elegido Ministro-Presidente de Hesse, continuando la coalición de gobierno con Alianza 90/Los Verdes. En las elecciones estatales de 2023, la CDU bajo su liderazgo recuperó su posición como fuerza hegemónica en Hesse, superando nuevamente el umbral del 35 % de los votos, una marca que había mantenido consistentemente desde el año 1970.
Tras los comicios, la CDU tuvo la opción de renovar la coalición con Los Verdes o formar, por primera vez en la historia del estado, una "gran coalición" con el Partido Socialdemócrata de Alemania. Finalmente, se optó por esta última opción. Rhein fue reelegido como Ministro-Presidente el 18 de enero de 2024.

## Posiciones políticas
Rhein es considerado uno de los miembros del ala más conservadora de la CDU. Muchas de sus políticas, tanto durante su etapa como responsable del Ministerio del Interior de Hesse como en su cargo actual de Ministro-Presidente, han estado marcadas por una orientación centrada en el fortalecimiento de la seguridad pública. Entre sus medidas destacan el refuerzo de los cuerpos de seguridad del estado federado para prevenir la reincidencia delictiva. Asimismo, ha solicitado al gobierno federal una política migratoria más estricta, especialmente en lo referente a inmigrantes que hayan cometido delitos y a personas vinculadas con el extremismo islamista.
En este contexto, en 2013 el parlamento estatal aprobó una modificación de la Ley de Residencia, que facilitaba la expulsión de inmigrantes por motivos políticos. Esta medida estaba dirigida, en particular, a inmigrantes en situación irregular con perfiles extremistas, especialmente procedentes de países como Siria, donde en ese momento el Estado Islámico tenía una fuerte presencia.

## Vida personal
Está casado con Tanja Raab-Rhein, jueza y también miembro de la CDU. La pareja tiene dos hijos y reside en Fráncfort del Meno. Rhein profesa la fe católica.